# Nick Katz
Nicholas Michael Katz (ur. 7 grudnia 1943 w Baltimore) 
– amerykański matematyk pochodzenia żydowskiego, specjalizujący się w geometrii algebraicznej, a szczególnie metodach p-adycznych, monodromi, oraz w teorii liczb. Profesor matematyki na Uniwersytecie Princeton.